# Andrew Setefano
Andrew Setefano (10 agosto 1987) è un calciatore samoano, difensore del Kiwi e della nazionale samoana, di cui è capitano.

## Carriera

### Club
Comincia a giocare in patria, all'Adidas SC. Nel 2010 passa all'Upper Hutt, squadra della massima serie australiana. Nel gennaio del 2011 si trasferisce in Papua Nuova Guinea, all'Hekari United. Nell'estate del 2011 torna in patria, al Gold Star Sogi. Nel 2013 viene acquistato dal Kiwi. Nel 2014 si trasferisce al Lupe ole Soaga. Nel 2015 passa all'Adidas SC.
In carriera ha totalizzato complessivamente 26 presenze e 4 reti in OFC Champions League.

### Nazionale
Ha debuttato in nazionale il 17 agosto 2011, nell'amichevole Figi-Samoa (3-0). Ha partecipato, con la nazionale, alla Coppa delle nazioni oceaniane 2012 ed alla Coppa delle nazioni oceaniane 2024.

## Palmarès

### Club

#### Competizioni nazionali
- National Soccer League: 1

Hekari United: 2010-2011
- Campionato samoano: 1

Kiwi: 2018